# Éply
Éply ist eine französische Gemeinde mit 297 Einwohnern (Stand: 1. Januar 2022) im Département Meurthe-et-Moselle in der Region Grand Est (bis 2015 Lothringen). Sie gehört zum Arrondissement Nancy und zum Kanton Entre Seille et Meurthe. 

## Geografie
Éply liegt etwa 20 Kilometer südlich von Metz an der Seille und ihrem Zufluss Moince. Umgeben wird Éply von den Nachbargemeinden Louvigny im Norden, Raucourt im Osten, Rouves im Südosten und Süden, Port-sur-Seille im Süden und Südwesten, Morville-sur-Seille im Westen sowie Cheminot im Nordwesten.

## Bevölkerungsentwicklung
| Jahr                       | 1962 | 1968 | 1975 | 1982 | 1990 | 1999 | 2006 | 2019 |
| Einwohner                  | 251  | 239  | 223  | 234  | 236  | 247  | 287  | 302  |
| Quellen: Cassini und INSEE |      |      |      |      |      |      |      |      |

## Sehenswürdigkeiten
- Kirche Saint-Christophe, 1918 wiedererrichtet
- Reste des von den Schweden 1630 zerstörten Klosters

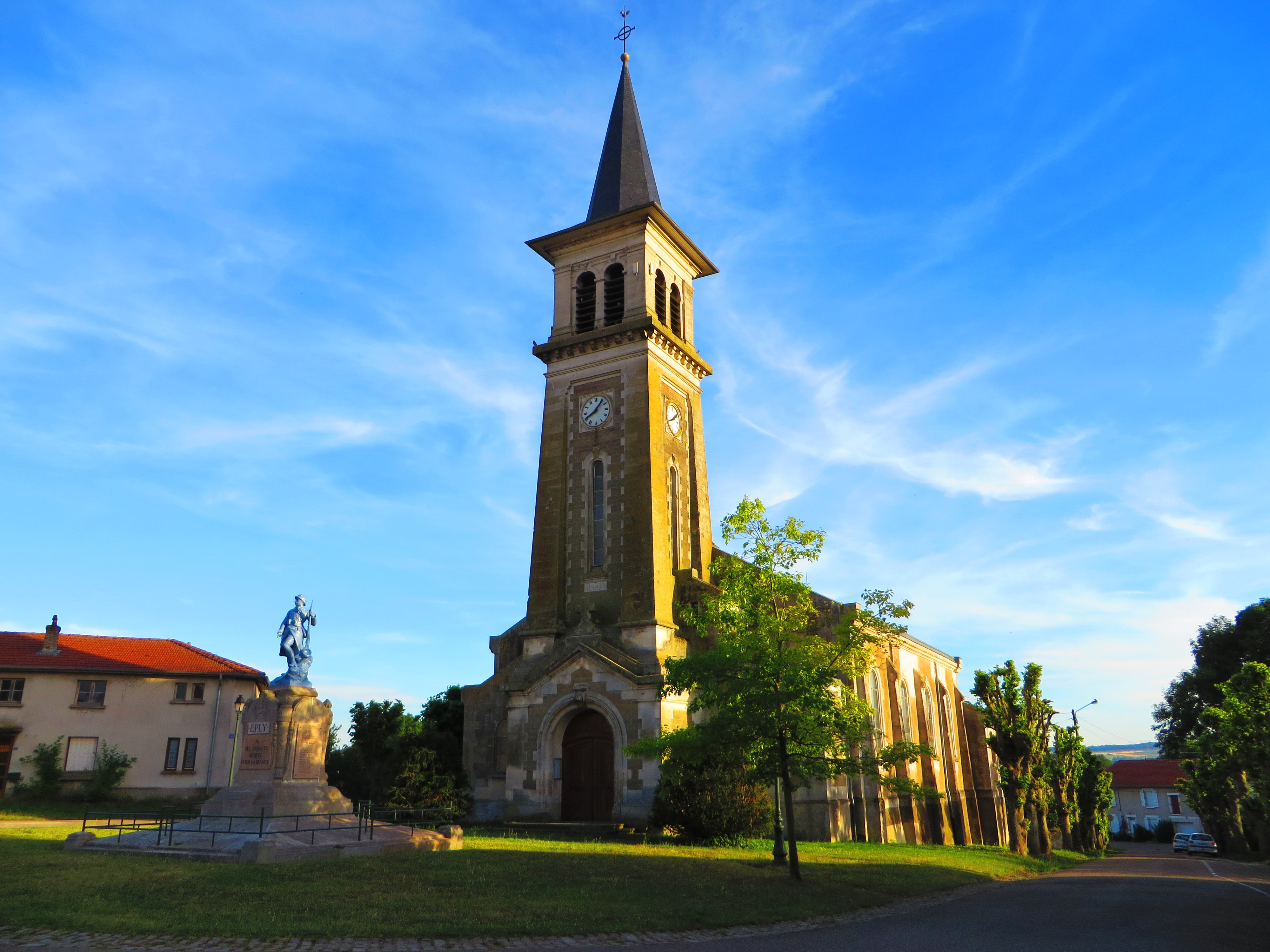
Kirche Saint-Christophe

## Persönlichkeiten
- Eugène Darmois (1884–1958), Physiker
- Georges Darmois (1888–1960), Mathematiker und Physiker